# Tomus ad Antiochenos
Tomus ad Antiochenos (Synodalskrivelse til Antiochenerne) er en synodalskrivelse forfattet af Athanasius af Alexandria som blev sendt til de kristne menigheder i Antiochia. Athanasius beretter deri om resultaterne af koncilet i Alexandria 362 der som mål havde haft at komme til en forståelse af de teologiske forudsætninger for et kirkefællesskab. I 4. århundredes tvistigheder om den trinitariske teologi spillede denne synodalskrivelse en central rolle.
Centralt er det – på grundlag af bekendelsen fra Nicæa 325 – at nå til teologisk enighed. Gennem den indsigt at visse teologiske stridspunkter i den arianske strid ikke beroede på forskelle i troen, men på forskellige sproglige forhold, bereder skrivelsen vejen for de tre kappadokiers trinitetsteologiske sprogtilpasning: Basileios den Store, hans broder Gregor af Nyssa og deres fælles ven Gregor af Nazianz udmøntede efterfølgende udtrykket "et væsen" (gr. ousia) og "Guds tre personer" (ty. Hypostasen) som koncilet i Konstantinobel 381 vedtog.